# Per Gunnar Dalløkken
Per Gunnar Dalløkken (Folldal, 28 gennaio 1965) è un ex calciatore norvegese, di ruolo centrocampista.

## Carriera

### Club
Dalløkken giocò per il Folldal e per l'Alvdal, prima di passare al Kongsvinger. Debuttò nella massima divisione norvegese il 4 maggio 1986, quando sostituì Geir Hagaløkken nella sconfitta per 4-1 sul campo del Bryne. Il 22 agosto 1987 siglò le prime reti, grazie ad una doppietta ai danni dello HamKam, con la partita che si concluse con un pareggio per 2-2 (entrambi i gol li realizzò su calcio di rigore). Si ritirò prima dell'inizio del campionato 1997.
Totalizzò 214 apparizioni in squadra, suddivise in 11 stagioni, con 2 reti all'attivo.